# Mariaxibit
Mariaxibit es un dúo mexicano de electropop y synthpop originario de la Ciudad de México formado en 2012 por Ricardo Galván (sintetizadores, secuencias y guitarra) y Jordi Arán Méndez (keytar y voz). La banda se dio a conocer gracias a su primer sencillo «Boyfriend from México» extraído de su primer EP titulado Homónimo lanzado en 2012.

## Historia
Mariaxibit surgió en 2012 como un proyecto musical de desestrés en un día de tráfico en la Ciudad de México, el grupo mezcla sonidos de electro dance conocido en los Estados Unidos y países de Europa con el folklore mexicano. La banda se describe así misma como «electroeuroguapachoso» por la combinación de géneros y letras que utilizan para sus canciones inspiradas por experiencias personales, contextos ilógicos y la idiosincrasia del mexicano.
Su primer sencillo «Boyfriend from México» fue lanzado en 2014 en más de 30 estaciones de radio mexicanas, la canción está compuesta por un lenguaje popularmente utilizado en la frontera norte de México, el spanglish. Boyfriend from México logró alcanzar la posición número 1 en el top 50 viral de la plataforma musical de streaming, Spotify.

## Discografía

### Álbumes de estudio
- 2012: Homónimo

### Sencillos
- «Boyfriend from México»
- «Hoy»
- «Mariage»
- «Hasta la playa»